# Great Fox
Great Fox (グレートフォックス Gurēto Fokkusu?) es un crucero espacial de batalla usada en la serie de videojuegos Star Fox como la nave nodriza del equipo Star Fox. Fue presentado oficialmente en Star Fox 64 como la base de operaciones del equipo cuando están en el espacio.
Acorde con el manual de Star Fox 64, James McCloud fue quien solicitó a la compañía Space Dynamics la construcción del Great Fox original. La nave no era nada barata, por lo que James tuvo que tomar un préstamo a 80 años para pagarla. James fue capturado antes que estuviera terminada.

## Historia

### Nave nodriza enStar Fox 2
La idea de que el equipo Star Fox tuviera una nave nodriza surgió en el no lanzado Star Fox 2. La nave, aunque no tenía nombre, se parecía ligeramente al Great Fox, aunque tiene diferencias muy notables como las dos bahías de carga montadas a cada lado.

## Great Fox enStar Fox 64
El Great Fox es relativamente nuevo al momento de su debut oficial en Star Fox 64. El propósito principal de la nave es el de actuar como transporte y área de reparación para las Arwings del equipo. Adicionalmente, también ayuda al equipo enviando provisiones a la zona de combate cuando se necesitan. La nave está equipada con dos poderosos cañones laser Tipo C, con potencia suficiente para volar asteroides y causar daños importantes a otras naves de batalla, como se observa en la misión en el Área 6 antes de ingresar a Venom.
La nave puede sobrevivir gran variedad de ambientes. El Great Fox es capaz de entrar a una atmósfera planetaria e incluso aterrizar en puertos espaciales. Más aún, tiene cierta capacidad acuática como se muestra en la misión a Aquas, al aterrizar en la superficie oceánica para liberar el Blue Marine.
A pesar de su tendencia a permanecer en la retaguardia y apoyar al equipo cuando puede, el Great Fox ha sido atacado directamente. Durante la batalla en el Sector Z, la nave se ve amenazada por una serie de misiles anti-cruceros, los cuales van protegidas por grupos pequeños de naves enemigas Salamanders ( la gran diferencia de sus Difusores G es que su estela de luz es en movimiento curvado de arriba abajo, en vez de en línea recta) . Un Arwing podía ser piloteada dentro del Great Fox y salir totalmente reparada. Si el equipo no logra salvar al Great Fox de los misiles, este perderá una de sus alas.

## Características del Great Fox
- Longitud: 890 metros espaciales (space meters)
- Altura: 375 metros espaciales (space meters)
- Velocidad máxima: Mach 1.4 (en atmósfera)
- Motores: 3 Motores de Plasma NTD-FX9
- Armamento: 2 Hiper Cañones Laser T&B-H9

## Great Fox enStar Fox Adventures
En Star Fox Adventures, el Great Fox es visto mayormente desde el interior, sirviéndole como de casa a los integrantes del equipo. En los últimos años no han podido darle el mantenimiento y reparación apropiados debido a los fondos insuficientes, y su armadura exterior ha comenzado a deteriorarse.
Los propulsores de la nave se notan bastante dañados, con lo que apenas si puede moverse. Las armas aparentemente tampoco funcionan ya que no fueron usadas durante la pelea final con Andross.

## Great Fox enStar Fox: Assault
En Star Fox: Assault, el equipo usó el dinero recibido en la misión en Sauria para hacerle una renovación completa al Great Fox, dentro y fuera, y su diseño es mucho más aerodinámico que en juegos anteriores. Ahora está equipado con un sistema de transferencia de largo alcance que puede enviar Arwings y Landmasters cuando se necesiten. Sin embargo, durante la batalla final en el Planeta de los Aparoids, el Great Fox es infectado por ellos. Pronto se ve destruido cuando Peppy Hare en una arremetida suicida choca la nave contra el escudo anti-laser que bloquea la entrada principal al núcleo del planeta para abrir una brecha y que los demás puedan pasar. Afortunadamente, Peppy y ROB lograron expulsarse usando la función de escape del puente de mando. El Great Fox también está disponible como uno de los niveles multijugador, permitiendo a los jugadores volar solo afuera para batallas aéreas.

## Great Fox enStar Fox Command
En Star Fox Command, el equipo Star Fox debe conseguir una nueva nave nodriza después de que el Great Fox es destruido en Assault. Esta nave se ve totalmente diferente a los pasados modelos del Great Fox, teniendo este más apariencia de un portaaviones espacial que de un crucero de batalla. Esto se debe a que es una nave militar corneriana a la que se le removió casi todo el armamento, dejando solo el casco intacto para el uso del equipo Star Fox. En términos de defensa también es mucho más débil que su antecesor, ya que es incapaz de resistir los ataques de hasta los enemigos más débiles, aunque esto lo compensa con la habilidad de cargar hasta tres misiles que pueden usarse para atacar a las naves enemigas a mucha distancia en lugar de acercarse directamente con un piloto.

## Apariciones en otros juegos
El Great Fox ha aparecido en la serie de Super Smash Bros. como uno de los escenarios de combate. En Super Smash Bros., en el nivel del Sector Z, el Great Fox actúa como la plataforma sobre la cual los jugadores combaten. En Super Smash Bros. Melee, el Great Fox aparece en dos niveles; Corneria y Venom, cumpliendo la misma función. Aparece también en los videos de presentación de ambos juegos. En el primero, se ve por un momento hasta que la cámara hace un acercamiento hacia el puente de mando para enfocar a Fox, y en Melee se ve junto con el Blue Falcon y la nave estelar de Samus Aran. En Super Smash Bros. Brawl, en el escenario Lylat cruise, se puede ver el Great Fox volando en la distancia junto con Arwings y Wolfens. Además en el Emisario Subespacial esta aparece luchando contra La Nave HalBarda en la cima de una montaña, y después siendo estrellada por está.
- Datos: Q6723236